# Sam Williamson
Sam Williamson (Melbourne, 19 de diciembre de 1997) es un deportista australiano que compite en natación, especialista en el estilo braza. Ganó dos medallas en el Campeonato Mundial de Natación de 2024, oro en 50 m braza y plata en 4 × 100 m estilos mixto.

## Palmarés internacional
| Campeonato Mundial | Campeonato Mundial | Campeonato Mundial | Campeonato Mundial      |
| Año                | Lugar              | Medalla            | Prueba                  |
| ------------------ | ------------------ | ------------------ | ----------------------- |
| 2024               | Doha (Catar)       | Medalla de oro     | 50 m braza              |
| 2024               | Doha (Catar)       | Medalla de plata   | 4 × 100 m estilos mixto |